# Alberto Suárez Inda
Alberto kardinál Suárez Inda (* 30. ledna 1939, Celaya) je mexický římskokatolický kněz a arcibiskup Morelie.

## Život
Od roku 1953 studoval v semináři v Morelii humanitní vědy a roku 1958 začal studovat na Papežské Gregoriánské univerzitě kde získal licenciát z filosofie. Při studiu na univerzitě pobýval v Pontificio Colegio Pío Latino Americano.
Na kněze byl vysvěcen 8. srpna 1964 arcibiskupem Luisem Maríou Altamiranem y Bulnesem a byl inkardinován do arcidiecéze Morelia. Po vytvoření nové diecéze Celaya roku 1973 se stal součástí jejího duchovenstva. Sloužil v různých funkcích pro obě diecéze.
Dne 5. listopadu 1985 jej papež Jan Pavel II. jmenoval biskupem diecéze Tacámbaro. Biskupské svěcení přijal dne 20. prosince téhož roku z rukou arcibiskupa Girolama Prigioneho a spolusvětiteli byli arcibiskup Estanislao Alcaraz y Figueroa a biskup Luis Morales Reyes. Funkci vykonával do 20. ledna 1995, kdy byl ustanoven metropolitním arcibiskupem Morelie. Sídlo převzal 23. února 1995. Dne 29. června 1995 přijal od papeže pallium.
Dne 14. února 2015 jej papež František na konzistoři jmenoval kardinálem s titulem kardinál-kněz ze San Policarpo.